# Feologild
Feologild o Feologeld (... – 30 agosto 832) è stato un abate e arcivescovo inglese.
Per quanto sia le cronotassi della Chiesa cattolica che quelle della Chiesa anglicana lo annoverino tra gli arcivescovi di Cantarbury, nel corso del XX secolo alcuni storici hanno messo in dubbio che fosse stato effettivamente eletto alla sede di Canterbury.

## Biografia
Nulla è noto delle sue origini e della sua vita prima dell'803, quando le fonti attestano la sua presenza al concilio di Clovesho in qualità di abate di un monastero del Kent.
Secondo la tradizione, sarebbe stato eletto arcivescovo di Canterbury agli inizi dell'832, venendo consacrato il 9 giugno dello stesso anno; sarebbe morto meno di tre mesi dopo e Suithred gli succedette come arcivescovo. Tuttavia, lo storico Nicholas Brooks ha suggerito che l'elezione dell'arcivescovo di Canterbury in seguito alla morte di Wulfred sia stata contestata e che Feologild fosse solo un candidato alla carica, non l'eletto; Simon Keynes sostiene che Suithred sarebbe stato un altro candidato, mentre per William Hunt Suithred e Feologild sarebbero in realtà la stessa persona. Tuttavia, antiche cronotassi dell'arcidiocesi indicano Suithred come arcivescovo di Canterbury e per la Chiesa anglicana egli fu il sedicesimo arcivescovo, successore di Feologild.
Morì il 30 agosto 832 e, ufficialmente, gli succedette Ceolnoth.